# Walter Scheel

Serafimerorden vapen

Walter Scheel, född 8 juli 1919 i Höhscheid i Solingen i dåvarande Rhenprovinsen (i nuvarande Nordrhein-Westfalen), död 24 augusti 2016 i Bad Krozingen i Baden-Württemberg, var en tysk liberal politiker tillhörande FDP. Scheel var 1961-1966 minister för ekonomiskt samarbete och var 1969-1974 utrikesminister och vice förbundskansler och ledde under nio dagar regeringen sedan Willy Brandt avgått. 1974-1979 var han Västtysklands fjärde förbundspresident.

## Biografi

### Uppväxt och näringslivskarriär
Scheel föddes som son till en hjulmakare och avlade studentexamen varpå han gick i lära hos Volksbank Solingen. 1939 inkallades han av Wehrmacht och tjänstgjorde i Luftwaffe. År 1941 blev Scheel medlem i Nationalsocialistiska tyska arbetarepartiet (NSDAP). Han arbetade efter kriget i industri och var senare näringslivsrådgivare i Düsseldorf.

### Politisk karriär
Scheel gick med FDP 1946 och blev 1954 medlem av partiets ledning i förbundslandet Nordrhein-Westfalen och från 1956 i partiets ledning. 1968 ersatte han Erich Mende som partiets ledare. Han författade i början av 1970-talets partiets nya program. Scheel ingick som FDP-ledare en regeringskoalition med SPD och bildade en färgstark duo med Willy Brandt som drev igenom Ostpolitik. Scheel var utrikesminister och vice förbundskansler i den socialliberala regeringen. Scheel var den första tyska utrikesministern som besökte Israel.

### Förbundspresident
År 1974 blev Scheel Västtysklands förbundspresident efter att ha vunnit valet mot Richard von Weizsäcker med 530-498. Han deltog bland annat som Förbundsrepublikens representant vid bröllopet mellan kung Carl XVI Gustaf av Sverige och Silvia Sommerlath 1976.
Scheel blev också känd som sångare. Han sjöng folksången Hoch auf dem gelben Wagen (Uppe på den gula vagnen) tillsammans med Männergesangsverein Düsseldorf, som 1974 blev mycket framgångsrik i den tyska hitparaden.
Efter att den konservativa politikern Karl Carstens nominerats till förbundspresidentkandidat av CDU/CSU inför 1979 års förbundsförsamling valde Scheel att själv inte ställa upp för en andra mandatperiod. Han pensionerade sig efter att ha lämnat presidentämbetet 1979 och var som pensionär bosatt i Bad Krozingen i Baden-Württemberg. Fram till 2014 hade han i egenskap av f.d. förbundspresident ett lokalkontor i Bad Krozingen.

## Utmärkelser
- Riddare av Serafimerorden, 6 mars 1979.[28]
- Kommendör med stora korset av Vasaorden, 25 maj 1970.[29]